# Jens Stougaard
Jens Stougaard (født 8. september 1953, Lindum) er en dansk molekylærgenetiker, professor og forhenværende direktør for Grundforskningsfondens Center for Kulhydratgenkendelse og Signalering (oprettet 2007) under Danmarks Grundforskningsfond.

## Uddannelse og karriere
Stougaard læste Den Kongelige Veterinær- og Landbohøjskole 1975-1979, hvor han blev cand.scient.. Han læste herefter en Ph.D. på AFRC-Unit of Nitrogen Fixation ved i University of Sussex, Storbritannien, som han færdiggjorde i 1983. Han blev ansat som postdoc på Aarhus Universitet. Undervejs var han på på Johns Innes Centre for Plant Science Research under Sainsbury Laboratory i England.
Han blev adjunkt på Aarhus Universitet i 1990, og herefter lektor i 1994. I 2006 blev han udnævnt til professor på biologisk institut samme sted.
I perioden 2003-2006 var han chefredaktør på tidsskriftet Molecular Plant-Microbe Interactions.
Han har udgivet over 100 videnskabelige artikler, heraf 10 i de anerkendte tidsskrifter Science og Nature, og han er blandt verdens 1% mest citerede forskere inden for forskingsområdet Plant & Animal Science og har et h-index over 60.

## Hæder
Priser
- 2012: ERC Advanced Grant
- 2016: Villum Kann Rasmussens Årslegat, Villum Fonden
- 2016: Ridder af Dannebrog
- 2019: ERC Advanced Grant

Medlemskaber af videnskabsakademier
- 2005: European Molecular Biology Organization
- 2014: Akademiet for Tekniske Videnskaber
- 2016: Academia Europaea
- American Phytopathological Society
- International Society for Molecular Plant-Microbe Interactions
- Scandinaviam Plant Physiology Society